# Cognac (Weinbrand)

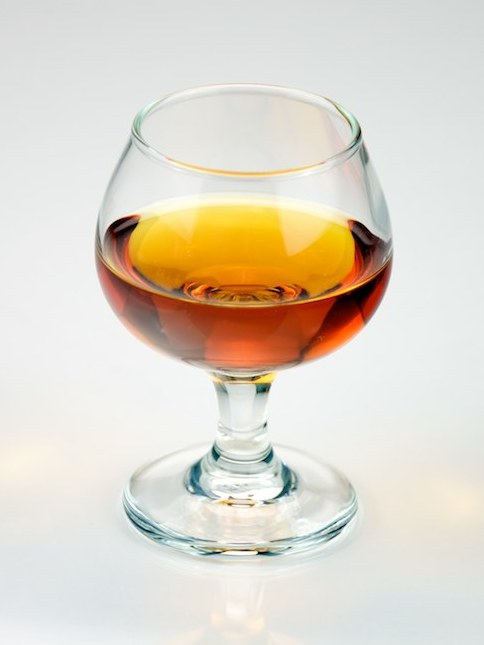
Ein Glas Cognac

Cognac [ˈkɔnjak] (französisch [kɔɲak]; seltener deutsch Kognak geschrieben) ist ein Weinbrand aus der französischen Stadt Cognac und dem umliegenden Weinbaugebiet, der aus Weißweinen gewonnen wird. Das Wort Cognac ist eine geschützte Herkunftsbezeichnung innerhalb der Europäischen Union.

## Etymologie

Typisches Weinfeld in der Region Cognac mit der Rebsorte Ugni Blanc. Die Wurzeln reichen bis zu 15 Meter tief ins Erdreich.

Vom französischen Cognac abgeleitet hatte sich im Deutschen der Ausdruck Kognak als allgemeinsprachliche Bezeichnung für Weinbrand eingebürgert. Als Warenbezeichnung darf Kognak (oder Cognac) seit 1920 (Versailler Vertrag) für deutsche Produkte nicht mehr verwendet werden, der Begriff war fortan Branntwein aus dem gleichnamigen französischen Erzeugungsgebiet vorbehalten. Wegen der anderweitigen Belegung des Begriffs „Branntwein“ im deutschen Steuer- und Jugendschutzrecht hat es sich eingebürgert, Cognac als Weinbrand und nicht als Branntwein anzusprechen. Ausweislich des Anhangs III der einschlägigen EU-Verordnung (EG Nr. 110/2008) ist Cognac jedoch ein Branntwein, kein Weinbrand.
Auch in vielen anderen Sprachen leitet sich die allgemeinsprachliche Bezeichnung für Weinbrand, Branntwein und teilweise auch für andere Spirituosen von Cognac ab, so in der georgischen Sprache. Kognak bezeichnet Branntweine, die insbesondere aus Armenien importiert werden. Entsprechend gibt es im Swahili Konyagi.

## Geschichte
Die Geschichte des „Brennens“ von alkoholischen Getränken hat sehr viel mit der alchimistischen Kunst der Destillation zu tun, die im ausgehenden Mittelalter und in der frühen Neuzeit mehr und mehr Verbreitung fand. Der Chevalier de la Croix-Maron, einer der Vorfahren der cognacproduzierenden Familie Castelbajac, soll der legendäre „Erfinder“ des Cognacs sein. Der Export von gebranntem und deshalb deutlich länger haltbarem „Wein“ nach England, Irland, Skandinavien, Nordamerika und den Antillen begann im 17. Jahrhundert. Die Fässer wurden auf Lastkähnen (gabares) charenteabwärts bis zum Hafen von Rochefort verschifft, anschließend mit Hochseeschiffen in die jeweiligen Abnehmerländer.
Ein Hauptgrund für die Destillation war, dass der – recht dünne – Wein beim Transport oft sauer und damit ungenießbar wurde. Durch den hohen Alkoholgehalt des Destillats konnte das vermieden werden. Deshalb wurde Cognac auch bis Ende des 19. Jahrhunderts meist zum Trinken wieder auf Weinalkoholstärke rückverdünnt.

## Weinbaugebiet
Die Weine werden in Cognacais und in angrenzenden Anbaugebieten in Charente und Charente-Maritime  nach verschiedenen Qualitätsstufen der einzelnen Lagen eingeteilt. Seit 1930 erfolgt die Einteilung in sechs Crus, aufgelistet in der Reihenfolge der Wertschätzung, der aus ihnen hervorgegangenen Cognacs:
- Grande Champagne
- Petite Champagne
- Borderies
- Fins Bois
- Bons Bois
- Bois Ordinaires

Kommt ein Brand zu mindestens 50 % aus der Grande Champagne und der Rest aus der Petite Champagne, wird er als Fine Champagne bezeichnet.
Die Bois Ordinaires wurden lange Zeit vernachlässigt; das Haus Camus hat sich jedoch vor einigen Jahren entschlossen, eine Cognac-Serie von der Île de Ré auf den Markt zu bringen.

## Rebsorten
In der Charente werden hauptsächlich drei Rebsorten angebaut.
Ugni Blanc, besser bekannt als Trebbiano, hat mit gut 90 % der Rebflächen den größten Anteil. Es entsteht ein säurebetonter, leichter Brennwein.
Folle Blanche und Colombard teilen sich die restlichen 10 %. Zu den selten verwendeten Sorten zählen Meslier-Saint-François, Jurançon Blanc, Montils, Sémillon, Select und Folignan.

## Destillation und Lagerung

Mittelgroße Cognac-Destille; selbst große Häuser wie Rémy Martin brennen ihre Brände in solch kleinen Destillen, um die volle Kontrolle über die Qualität zu erhalten.

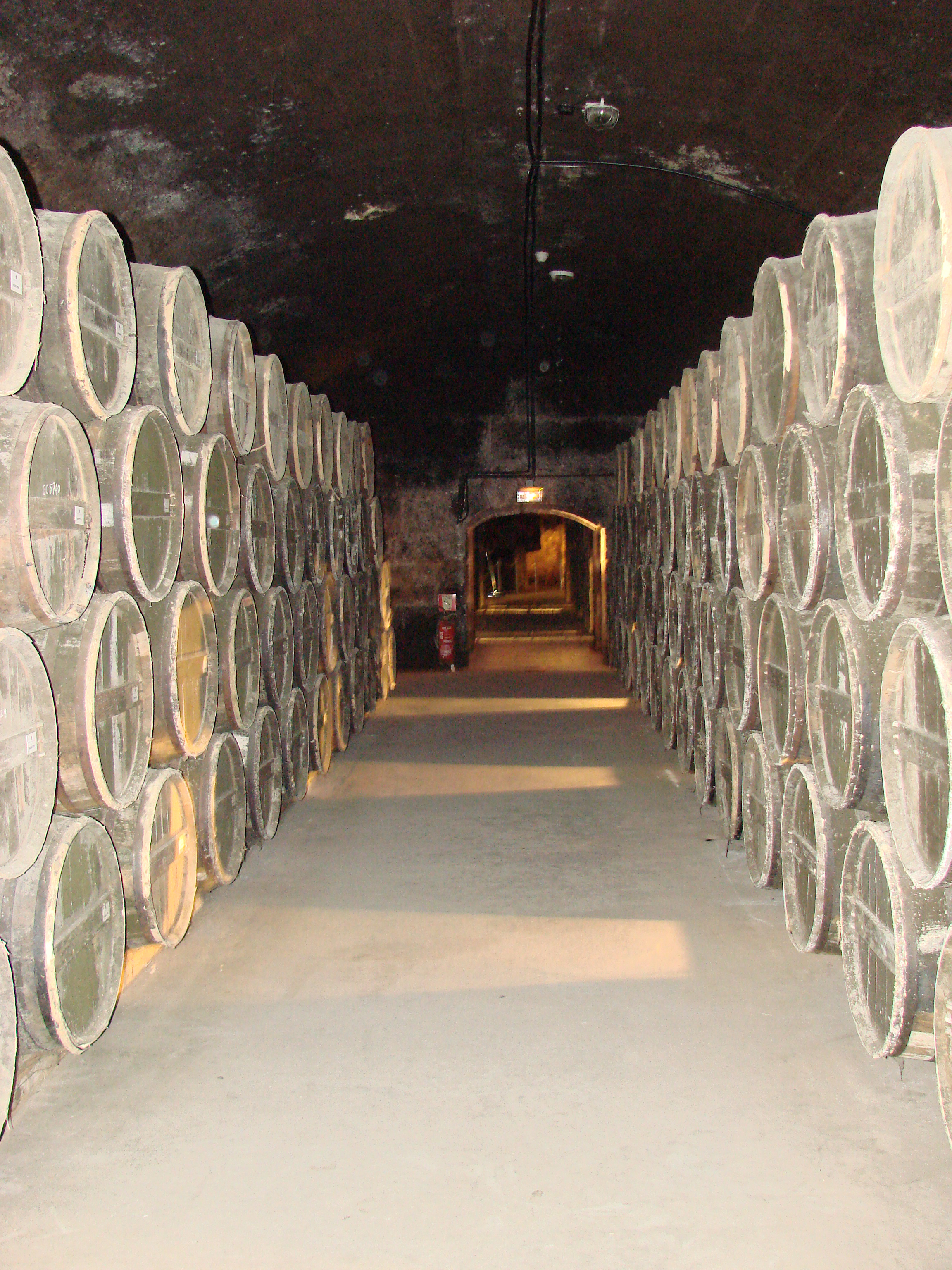
Cognac-Keller; an der Decke ist der typische Schwarzschimmelbelag erkennbar.

Traubensaft wird zu Wein mit ca. 8 Volumenprozent (Vol.-%) Alkohol vergoren. Dieser ist nicht für den Verzehr bestimmt. Dieser Wein wird in den Wintermonaten in einer traditionellen Brennblase destilliert, einem sogenannten alambic charentais, der maximal 30 Hektoliter fassen darf. Die Destillation muss per Gesetz jeweils Ende März abgeschlossen sein.
Die Destille wird nur mit 25 Hektoliter befüllt, um der Ausdehnung beim Erhitzen Rechnung zu tragen. Dieser Vorgang dauert gut 24 Stunden und wird im sogenannten Doppelbrandverfahren zweimal durchgeführt. Der Wein wird mit direkter Hitze erhitzt. Alkohol siedet bei niedrigerer Temperatur als Wasser (ab 78 °C). Daher treten beim Erhitzen aus dem Wein der Alkoholdampf und weitere leichtflüchtige Komponenten aus, die dann in nachfolgenden kühleren Rohren wieder zu flüssigem Alkohol kondensieren. Zuerst entsteht der 27–30 Vol.-% Alkohol enthaltende Rohbrand (brouillis).
Im zweiten Durchlauf (bonne chauffe) wird nur der Mittellauf, das so genannte „Herz“ (cœur) aufgefangen. Daraus entsteht der Feinbrand mit 60–72 Vol.-% Alkohol, welcher aufgrund des hohen Alkoholgehalts nicht direkt genießbar ist.
Der Maximalalkoholgehalt des Feinbrandes von 72 Vol.-% ist ein Unterscheidungsmerkmal zum Weinbrand oder Brandy nach handelsrechtlicher Definition, der zur Hälfte aus hochdestilliertem Weindestillat (bis knapp unter 94,8 Vol.-%) bestehen darf.
Die Lagerung im Holzfass bewirkt eine Vermischung der Primäraromen aus dem Wein mit den Sekundäraromen aus dem Holz. Gleichzeitig erhält das klare Eau de vie seine typische Cognac-Färbung. Zwar gilt als Richtschnur „Je dunkler, desto älter ist der Cognac“, jedoch kann die Dunkelfärbung auch durch zuckerbasierte, in begrenztem Maße zulässige Farbstoffe bei der Herstellung erhöht worden sein. Für die Lagerung wird meistens Eichenholz aus den Wäldern des Limousin und Tronçais verwendet. Die Fassgröße variiert, ein Barrique fasst beispielsweise 225 Liter.
Die Lagerdauer ist abhängig von der Herkunft des Destillats. Während einige Brände aus den Bois Communs, Bons Bois und Fins Bois schon nach vier Jahren trinkreif sind, brauchen die Cognacs aus den besseren Lagen erheblich länger. Durch Verdunstung reduziert sich im Fass der Anteil des Alkohols und leichtflüchtiger Komponenten; dadurch wird der Cognac milder im Geschmack. Pro Jahr verliert der Cognac ca. 1,5 Vol.-% an Stärke. An den Kellerwänden ist ein schwarzer Schimmel (Baudoinia compniacensis, aus der Ordnung der Rußtaupilzartigen) erkennbar, der durch die Dämpfe genährt wird.
Die Kellermeister der verschiedenen Häuser verschneiden die Cognacs für den Markt. Bis auf wenige uralte Cognacs wird der Alkoholgehalt durch Verdünnen mit Wasser auf 40 Vol.-% reduziert. Weiter kann bis zu 3 Vol.-% Zucker zugesetzt und mit Zuckerkulör die Farbe vereinheitlicht werden; bei guten Cognacs wird darauf aber verzichtet.

## Die Klassifizierung
Traditionsgemäß ist Cognac eine Komposition („Assemblage“) aus verschiedenen Branntweinen verschiedener Jahrgänge und Lagen. Die Assemblage ist jedoch keine Pflicht.
Altersangaben: (Das Alter des Cognacs entspricht der Zeit im Eichenfass, da der Alterungsprozess nach Abfüllung in Flaschen beendet ist. Die Altersangabe bezieht sich immer auf den jüngsten zur Assemblage zugesetzten Teil),
- V.S. (Very Special) oder *** (drei Sterne): Cognac, dessen jüngstes Destillat mindestens zwei Jahre alt ist (ab dem 1. April des Jahres, das auf die Ernte folgt).
- V.S.O.P. [Very Superior Old Pale (dt. blass)] Vieux, V.O., Réserve: Cognac, dessen jüngstes Destillat mindestens 4 Jahre alt ist.
- XO (Extra Old) oder Napoléon, Hors d‘âge, Extra, (Très) Vieille Réserve: Cognac, dessen jüngstes Destillat mindestens 6 Jahre alt ist. Ab 1. April 2018 wurde das Mindestalter eines XO allerdings von sechs auf zehn Jahre angehoben.
- XXO (Extra Extra Old) oder Hors d‘âge, Extra, Très Vieille Réserve: ab 1. April 2018 neu geschaffene Klassifizierung, bei der das jüngste Destillat mindestens 14 Jahre in einem Eichenfass gelagert worden sein muss. XXO ist die älteste offizielle Klassifizierung, die ein Cognac haben kann.

In der Regel verwenden die Händler zur Herstellung ihrer Kompositionen sehr viel ältere Branntweine, als es gesetzlich vorgeschrieben ist. Die für die renommiertesten Bezeichnungen verwendeten Destillate können eine Alterung von mehreren Jahrzehnten aufweisen.
Viele Häuser verfügen über ein eigenes „Paradies“, ein Lager mit Bränden bis in das 18. Jahrhundert zurück, die in Korbflaschen gelagert werden, um den Reifungsprozess zu beenden. Besonders hochwertige Cognac-Variationen erhalten Anteile dieser alten Brände und kosten oft über 1.000 Euro pro Flasche.

## Liste der Häuser
Cognac wird von Handelshäusern vermarktet, die zum großen Teil vor Jahrhunderten gegründet wurden. Insgesamt wurden zeitweise über 20.000 Cognac-Häuser registriert.
Bekannte Firmen sind beispielsweise:
- A. de Luze
- Augier
- Bisquit
- Camus
- Courvoisier
- Delamain
- Gautier
- Godet
- Hennessy
- Henri Mounier
- Thomas Hine & Co.
- Martell
- Meukow
- Otard
- Rémy Martin